# ××な彼女のつくりかた
『××な彼女のつくりかた』（ばつばつ な かのじょのつくりかた）は、Kissより発売されたアダルトゲームソフトである。
無印は、2007年11月22日に発売され、前作には無かった声や服装などを強化した「ハプニングプラスディスク」と「ハプニング」は2008年5月23日、「2008年プラグインDISC」は当初コミックマーケット74にて限定発売されていたが、好評につき2008年9月26日に一般発売した。

## 解説
都市とヒロインを育成するシミュレーションゲーム。
本作もヒロインエディットシステムが搭載されており、『カスタム隷奴』シリーズより細かく容姿の設定ができるほか、「ベース」「恋愛」「エッチ」の3つのカテゴリから性格を設定できるようになった。
都市育成パートでは、主人公とヒロインの恋愛を通じて氏神としてのミコトの力が強まり、その力をもって様々な建物を建造することができ、街の様子によってヒロインとの恋愛にも変化が生まれるしくみになっている。
『カスタム隷奴』シリーズが暗い内容だったのに対し、本作はライトノベルブームの影響などにより明るい内容となっており、本作以降、Kissは明るめの作品も作るようになった。

## ストーリー
卯月 春杜の家は転勤族で、彼自身故郷と呼べるようなものがなかった。
ある日、彼はさびれた町に移住した際、その町の神社で猫の姿をした氏神・ミコトと出会った。春杜の先祖だというミコトは、氏神としての力を失ったことが町の活気の無さの原因であると話した。
ミコトは子孫である春杜が媒体となり、春杜の幸福がミコトの氏神としての力になると話し、それを街の復興に役立ててほしいと話した。
かくして、春杜とミコトの復興計画が始まった。

## 登場人物
※「××な彼女のつくりかた」では一部声はあるがフルボイスではない。ハプニングからフルボイス。
卯月 春杜（うづき はると）※変更可能
声：なし
誕生日：4月2日　星座：牡羊座　血液型：A　身長：172cm　体重：61kg
父子家庭で育ち、父の仕事の関係上、色々な場所へ転校という形で移動している。そのため故郷といえる場所が無いため困っている。
猫が大の苦手で、近づくだけでアレルギーが出る。

ヒロイン
声：青川ナガレ
今作のメインヒロインとなる女性キャラクター。
名前・誕生日やバスト、性格、髪（長さ・色・形）、目の色を組み合わせる。何百通りも存在する中から自分だけのヒロインを作り出す。
ミコト
春杜の先祖である氏神。

### その他
壱河 弥生（いちかわ やよい）
声：成瀬未亜
誕生日：4月2日　星座：牡羊座　血液型：A　身長：158cm　体重：48kg　3サイズ：B86(D)・W63・H75
活発な性格の持ち主で、人を馬鹿にする発言を行う。気に入らない物事があればストレートに言うが、精神面では打たれ弱く、それを隠すため強がっている。
主人公が、弥生に対して「天才料理人」と言ったことがあり、弥生はその道を目指すが、挫折したことを主人公は知る。その後、樋村という料理評論家が現れ、弥生はまた料理の道に舞い戻る。
天堂 深那（てんどう みや）
声：風音
誕生日：10月5日　星座：天秤座　血液型：B　身長：156cm　体重：44kg　3サイズ：B75(A)・W56・H80
我欲・独占欲が強い、だが、自分自身でその性格を嫌う。潔癖というのが長所であり短所でもあると感じ、日常は大人ぶっているがそれは「自分が子供である」と見せたくないためである。
ある日、主人公に子供っぽいところを目撃されるが、主人公は今までどおりに接してくれることを好意に思い、次第に主人公に魅かれて行く。

美原 理亜子（みはら りあこ）
声：神村ひな
誕生日：12月24日　星座：山羊座　血液型：B　身長：164cm　体重：45kg　3サイズ：B89(D)・W59・H83
主人公のクラスメイトにして、成績は学年１位。また極度のブラコンである。
本人は料理・家事が苦手のため弟に作ってもらっている。その弟が作ってくれるお弁当を"愛弟弁当"と呼んでいる。

観潮 結（みしお ゆい）
声：桜川未央
誕生日：6月13日　星座：双子座　血液型：A　身長：158cm　体重：40kg　3サイズ：B78(A)・W56・H79
主人公のクラスメイト。弥生と同じ料理教室に通い、料理の美味い弥生を尊敬する。当の本人は料理が苦手だが、お菓子作りになると天才的な出来栄えを見せる。そのほか、家事関係なら得意。
臆病な性格で人と話すことを若干、苦手とし突発的なトラブルが起こるとパニックになり口調が覚束なくなる。

藤原 ヒカリ（ふじわら ひかり）
声：草柳順子
誕生日：5月17日　星座：牡牛座　血液型：A　身長：155cm　体重：45kg　3サイズ：B_・W_・H_
外見はまさしく女の子だが、中身は男。男なのだが、体育の時間などは女の子の集団に居る。
お調子者で感情の激しい小動物。男性を勘違いさせたり、素直だったりと女の子になりきっている。
主人公へ色々とアプローチを行う。
泉 雪那（いずみ せつな）
声：大波こなみ
誕生日：3月3日　星座：魚座　血液型：AB　身長：165cm　体重：49kg　3サイズ：B83(C)・W59・H85
主人公の担任教諭。担当は数学。テンションが高く自己中心的だが、生徒の相談には親身に乗ってくれたり、主人公の相談相手にもなってくれる良い教師。
何事にも「常勝！」を謳うが、家庭的な一面も。

谷之 謙太（やの けんた）
誕生日：4月9日　星座：牡牛座　血液型：O　身長：178cm　体重：72kg
主人公のクラスメイトで、成績は、学年2位。そして実妹マニアである。
妹関係で危ない伝説を数多く持つなど名前で知られている。
考査点数では、3位の勉強家生徒と50点以上の点数差が発生している。
海鳥 正登（うみどり まさと）
誕生日：3月6日　星座：魚座　血液型：A　身長：178cm　体重：61kg
プレイボーイという概念に対して本人は否定はしていない。
女性との付き合いは恋愛ではなく体目当てという軽めのイメージがあるが成績で払拭させている。
メインヒロインに対してちょっかいを出すため、主人公とは犬猿の仲。

## スタッフ
- 原画:金目鯛ぴんく、ぱふぇ、弥舞秀人
- シナリオ：小原誠、都築チキン、シャア専用◎
- プロデューサー:Yamato

## 各ディスクの構成

### ××な彼女のつくりかた
- ヒロイン構成
- アドベンチャー
- マップ作成
- えっちシミュレーション
- デート
- オンラインデート

### ハプニング プラスディスク
- 全キャラクターフルボイス
- 「おしとやかな従妹」の性格
- 髪型の追加
- 下着の追加
- デートコースの追加
- 自宅のお風呂にて性交渉
- 地形マップにてイベント
- 初期地形の追加

### 2008夏 プラグインDISC
- 衣装の追加